# ルシア・サラーテ
ルシア・サラーテ（Lucia Zarate、1864年1月2日 - 1890年1月15日）は、世界で最も体重の軽い成人として記録されたメキシコの女性。
サラーテは、小頭骨異形成原発性小人症（MOPD）2型 (en) と確認された最初の人物である。彼女は、17歳時点の体重が4.7ポンド（約2.1キログラム）で、「最も体重の軽い成人」としてギネスブックに掲載された。彼女の生活した家、カサ・グランデ（西: Casa Grande、「大きな家」の意）は、博物館として公開されている。

## 人物・生涯
ルシア・サラーテは、1864年にメキシコのベラクルス州サン・カルロス（西: San Carlos）に生まれた後、同州アゴスタデロ（西: Agostadero）に移住した。イギリスの雑誌『ストランド・マガジン』の1894年の記事によれば、サラーテは1歳の時以降成長しなかったという。
12歳の時、サラーテは、生地メキシコからアメリカ合衆国に移ったが、体が小さいため見世物小屋の出し物にされた。オックスフォード大学が1876年に刊行した年鑑に、数人の医療関係者がサラーテの往診を行った際の記録が残されている。彼らは、サラーテが実際に12歳かどうかをはっきり確認できなかったが、歯の成長度合いから少なくとも6歳であることは確認できた。当時、彼女の身長は20インチ（約50センチメートル）あり、ふくらはぎの周囲は4インチ（約10センチメートル）で、平均的な成人男性の親指よりも1インチ（約2.5センチメートル）大きかった。また、両親とともに生活しており、健康的で知的であった。母語のスペイン語以外にも多少の英語を話すことができた。
サラーテは最初、「妖精姉妹」("Fairy Sisters")　と銘打たれた出し物のパートを務めた。後にフランシス・ジョセフ・フリン（「ノミ将軍」("General Mite") の名で知られた小人症の男性）と組んで国際的に公演を行った。1889年には、『ワシントン・ポスト』で「驚くべきメキシコの小人」と宣伝され、「小さいながら大衆を大いに惹きつける者」と評された。
サラーテは1890年、一座のサーカス列車が雪のシエラネヴァダ山中で立ち往生した際に、低体温症で死亡した。